# Distretto di Boussemghoun
Il distretto di Boussemghoun è un distretto della provincia di El Bayadh, in Algeria.

## Comuni
Il distretto di Boussemghoun comprende 1 comune:
- Boussemghoun